# Cappuccio cervicale

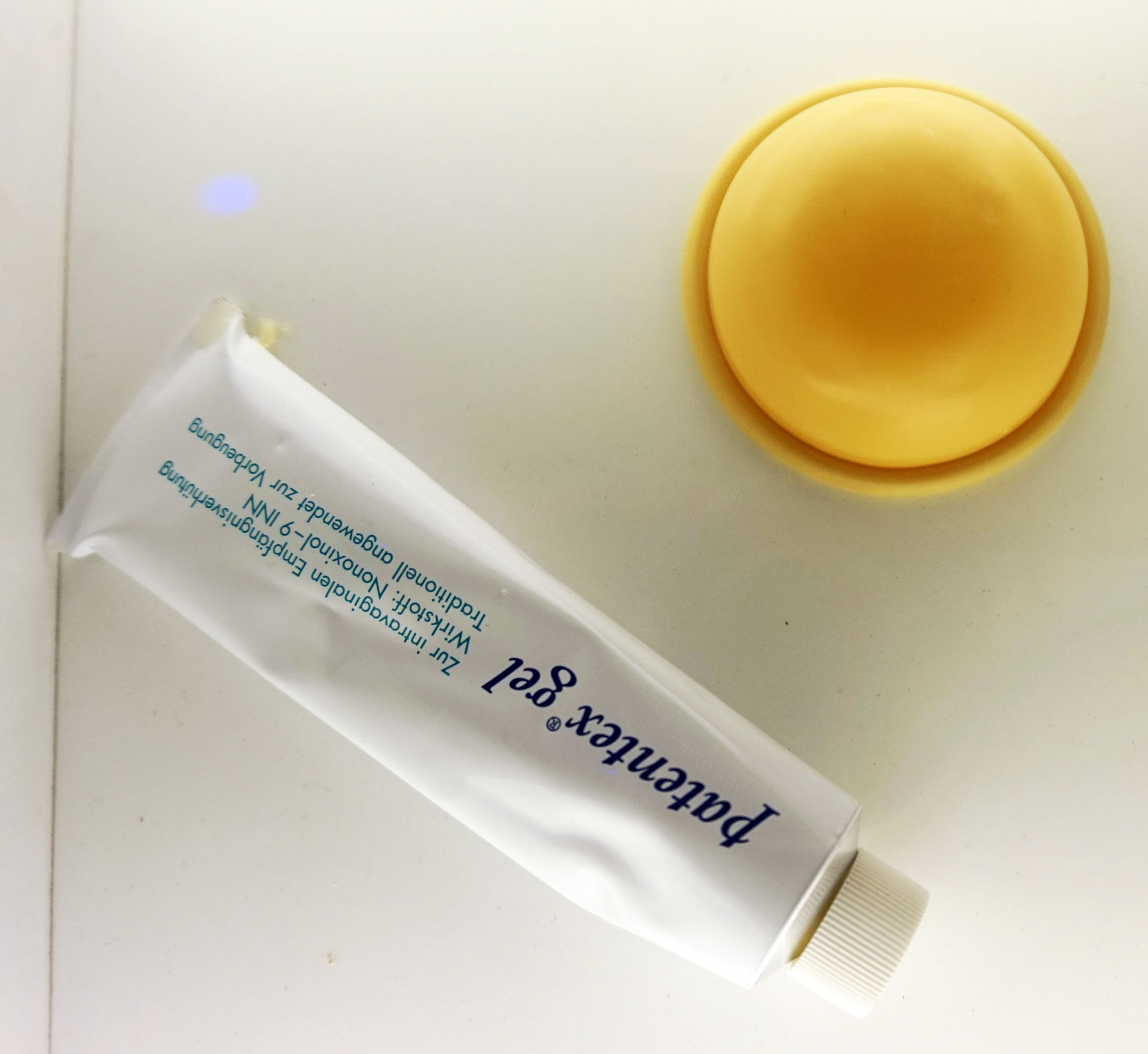
Cappuccio cervicale

Il cappuccio cervicale è un metodo contraccettivo a barriera che consiste in un dispositivo di gomma inserito all'interno della vagina a stretto contatto con il collo dell'utero (muso di tinca). Con molte similitudini con il diaframma, ha un'efficacia di circa il 90%, ma soltanto per giovani donne mai gravide o che non abbiano mai partorito per la via naturale.

Posizione corretta del cappuccio cervicale

## Descrizione
Ha una forma a campanella o tettarella e si aggiusta "calzandosi" comodamente sopra la cervice uterina; si impiega un meccanismo di suzione per mantenere il cappuccio in posizione, come il modello Prentif oppure per viscosità superficiale come il modello Oves nell'immagine a destra.
L'interno del cappuccio può essere riempito con spermicida che danneggia gli spermatozoi che riescono a passare la stretta intercapedine tra cappuccio e collo dell'utero.
Esistono cappucci in diversi stili e dimensioni. Sono fatti di lattice oppure silicone di qualità medica. 

Inizialmente un sanitario (medico oppure ostetrica) dovrebbe determinare la dimensione appropriata per l'utilizzatrice. Il cappuccio va inserito prima del rapporto sessuale e dovrebbe rimanere inserito nella vagina, attaccato al collo dell'utero per un periodo da sei a otto ore.
Il cappuccio cervicale ha un'efficacia dell'85-98% nel prevenire la gravidanza per donne che non hanno mai dato alla luce per via vaginale; l'efficacia cala all'80-95% (pari a quella del diaframma) dopo il parto per via vaginale, a causa di imponenti modificazioni nelle dimensioni, nella forma e nell'apertura della cervice e del canale vaginale. Altre fonti suggeriscono che esista un margine percentuale di efficacia lievemente maggiore come viene indicato nella tabella .
Il dispositivo a cappuccio scudo di Lea (Marchio di fabbrica canadese, denominato negli USA: Lea Contraceptive, in Europa: LEA contraceptivum) e non necessita di aggiustamento alle misure corrette. Rimane nella sua posizione a causa della suzione.
Un certo numero di cappucci cervicali hanno abbandonato il mercato USA, in particolare i fabbricanti del "Prentif Cavity-Rim Cervical Cap" (EN)   Archiviato il 15 giugno 2006 in Internet Archive.. Mentre altri modelli di cappuccio sono stati lanciati sul mercato (L'"Oves Cap", il "Lea's Cap", ed anche il "FemCap").